# Poicephalus fuscicollis
Poicephalus fuscicollis és una espècie d'ocell de la família dels psitàcids que habita boscos, manglars i terres de conreu del Senegal, Gàmbia, Guinea Bissau, Libèria, Costa d'Ivori, Ghana, República Democràtica del Congo, Uganda, Ruanda, Burundi, Tanzània, Malawi, Zàmbia, Zimbàbue, Moçambic, Botswana, Angola i Namíbia.

## Taxonomia
Separada de Poicephalus robustus per alguns autors, seguint Hockey et al. 2005. Aquesta separació és qüestionada per WBC Alive.